# Feketesapkás asztrild
A feketesapkás asztrild (Estrilda atricapilla) a madarak osztályának a verébalakúak (Passeriformes) rendjébe, ezen belül a díszpintyfélék (Estrildidae) családjába tartozó faj.

## Rendszerezése
A fajt Edouard Verreaux és Jules Verreaux írták le 1851-ben.

## Alfajai
- Estrilda atricapilla atricapilla – (Verreaux & Verreaux, 1851)
- Estrilda atricapilla avakubi – (Taylor)
- Estrilda atricapilla marungensis – (Prigogine)

## Előfordulása
Afrika középső részén, Angola, Kamerun, a Kongói Köztársaság, a Kongói Demokratikus Köztársaság, a Közép-afrikai Köztársaság, Egyenlítői-Guinea és Gabon területén honos.
Természetes élőhelyei a szubtrópusi vagy trópusi síkvidéki esőerdők és gyepek. Állandó, nem vonuló faj.

## Megjelenése
Átlagos testhossza 11 centiméter, testtömege 7-8 gramm.

## Szaporodása
Fészekalja 4-6 tojásból áll, melyen 13 napig kotlik.

## Természetvédelmi helyzete
Az elterjedési területe rendkívül nagy, egyedszáma pedig stabil. A Természetvédelmi Világszövetség Vörös listáján nem fenyegetett fajként szerepel.